# Olympische Sommerspiele 2012/Teilnehmer (Osttimor)
| Gelbes Symbol für Goldmedaillen mit stilisierten Olympischen Ringen | Graues Symbol für Silbermedaillen mit stilisierten Olympischen Ringen | Braundes Symbol für Bronzemedaillen mit stilisierten Olympischen Ringen |
| ------------------------------------------------------------------- | --------------------------------------------------------------------- | ----------------------------------------------------------------------- |
| —                                                                   | —                                                                     | —                                                                       |

Osttimor nahm in London an den Olympischen Spielen 2012 teil. Es war die insgesamt dritte Teilnahme an Olympischen Sommerspielen (2000 noch als unabhängige Olympiateilnehmer). Das Comité Olímpico Nacional de Timor-Leste nominierte zwei Athleten in einer Sportart.
Fahnenträger bei der Eröffnungsfeier war der Marathonläufer Augusto Ramos Soares.

## Teilnehmer nach Sportarten

### Leichtathletik
Laufen und Gehen
| Athleten             | Wettbewerb | Vorlauf | Vorlauf | Halbfinale | Halbfinale | Finale    | Finale | Rang |
| Athleten             | Wettbewerb | Zeit    | Rang    | Zeit       | Rang       | Zeit      | Rang   | Rang |
| -------------------- | ---------- | ------- | ------- | ---------- | ---------- | --------- | ------ | ---- |
| Frauen               |            |         |         |            |            |           |        |      |
| Juventina Napoleão   | Marathon   | –       | –       | –          | –          | 3:05:07 h | 106    | 106  |
| Männer               |            |         |         |            |            |           |        |      |
| Augusto Ramos Soares | Marathon   | –       | –       | –          | –          | 2:45:09 h | 84     | 84   |